# IP8
O   IP 8    é um Itinerário Principal de Portugal que atravessa o Baixo Alentejo, ligando Sines a Vila Verde de Ficalho, na fronteira com Espanha. Está construído principalmente através do aproveitamento de troços de outras estradas:
- entre Sines e Santiago do Cacém está construído em formato de autoestrada e sinalizado como A26
- entre Santiago do Cacém e Grândola sobrepõe-se ao IC 33
- entre Grândola e Azinheira dos Barros sobrepõe-se à A2/IP 1
- entre Azinheira dos Barros (Grândola) e Ferreira do Alentejo resulta da requalificação da EN 259
- entre Ferreira do Alentejo e Beja aproveita o traçado requalificado da EN 121
- entre Beja e a fronteira de Vila Verde de Ficalho resulta da requalificação da EN 260

A ligação entre Sines e Beja encontra-se em construção e terá perfil de autoestrada, sendo classificada na rede nacional como   A 26 . No entanto, devido à crise, as obras entre Santiago do Cacém e Beja foram canceladas, sem previsão de retoma. 
O troço entre o Porto de Sines e a   A 26  já está concluído desde 2017 e designado de   IP 8 .
Atualmente, a ligação entre Beja e fronteira de Vila Verde de Ficalho é feita pela N 260, que apesar de ser larga e retilínea atravessa algumas localidades - Serpa, Vila Nova de São Bento, A-do-Pinto e Vila Verde de Ficalho - e que entra em Espanha onde tem continuidade pela N-433. A intenção inicial de construir uma autoestrada neste troço caiu por terra com o chumbo ambiental, em Espanha, da autovía A-47 que faria a ligação de Rosal de la Frontera a Sevilha de uma forma mais rápida e cómoda. Face a este retrocesso do outro lado da fronteira, está agora prevista a construção de uma ligação em formato de via rápida (2x1): entre Beja e Baleizão a nova via tem já o traçado definido, daí para a frente encontra-se em projeto mas é provável que aproveite em parte a atual N 260. Certo é que, devido à crise económica que Portugal atravessa, as obras desta estrada deverão demorar a conhecer a luz do dia.

## Estado dos Troços
| Troço                                                          | Situação                                                 | km   |
| -------------------------------------------------------------- | -------------------------------------------------------- | ---- |
| Porto de Sines - A 26 Beja / A 26-1 Santo André / R261-5 Sines | Em serviço (2017)                                        | 3    |
| Sines - Santiago do Cacém                                      | Em serviço (2015), renomeada para autoestrada A 26       | 8,6  |
| Santiago do Cacém - São Francisco da Serra                     | Em serviço com duplicação em curso para autoestrada A 26 | 14,6 |
| São Francisco da Serra - Grândola Norte ( A 2 )                | Em serviço com duplicação prevista para autoestrada A 26 | 24,2 |
|                                                                |                                                          |      |
| Grândola Sul ( A 2 ) - Malhada Velha                           | Em serviço (2020), construída como autoestrada A 26      | 13   |
| Malhada Velha - Ferreira do Alentejo                           | Em serviço como N 259 , sem perfil de IP                 | 15   |
| Ferreira do Alentejo - Beja                                    | Em serviço como N 121 , sem perfil de IP                 | 22,4 |
| Beja - Baleizão                                                | Em serviço como N 260 , sem perfil de IP                 | 13   |
| Baleizão - Vila Verde de Ficalho (Espanha)                     | Em serviço como N 260 , sem perfil de IP                 | 44   |